# Дьяченко, Ксения Алексеевна
Ксения Алексеевна Дьяченко (род. 3 августа 2001, Соль-Илецк, Оренбургская область) — российская волейболистка, центральная блокирующая.

## Биография
Волейболом начала заниматься в Соль-Илецке. В 2017 году была принята челябинскую ДЮСШ «Юность-Метар» и в том же году подписала контракт с ВК «Динамо-Метар», за фарм-команду которого играла до 2021. Дважды становилась призёром чемпионата и один раз — Кубка Молодёжной лиги. С 2019 выступала также за основную команду клуба в суперлиге. В 2022 перешла в ВК «Заречье-Одинцово», а в 2025 — в «Омичку».
В 2022 году стала серебряным призёром Всероссийской спартакиады в составе сборной федеральной территории «Сириус».

### Клубная карьера
- 2017—2019, 2020—2021 —  «Динамо-Метар»-2 (Челябинск) — молодёжная лига;
- 2019—2022 —  «Динамо-Метар» (Челябинск) — суперлига.
- 2022—2025 —  «Заречье-Одинцово» (Московская область) — суперлига;
- с 2025 —  «Омичка» (Омск) — суперлига.

## Достижения
- бронзовый призёр чемпионата России 2025.
- бронзовый призёр розыгрыша Кубка России 2025.
- двукратный бронзовый призёр Молодёжной лиги чемпионата России — 2019, 2021.
- серебряный призёр розыгрышей Кубка Молодёжной лиги 2018.
- бронзовый призёр Всероссийской спартакиады 2022 в составе сборной федеральной территории «Сириус»